# 제58회 금마장
제58회 금마장은 2021년 11월 11일에 열린 시상식이다.

## 수상 및 후보

### 장편영화상
- 폭포 - 청몽홍 수상
- 영혼 사냥 - 웨이-하오 청
- 드리프팅 - 준리
- 아메리칸 걸 - 펑아이 피오나 론
- 만년이 지나도 변하지 않는 게 있어 - 구파도

### 다큐멘터리상
- 시대혁명 - 주관위 수상
- 솔로 댄스 - 이 리-샤오
- 2020년의 비 - 리용차오
- 어 레터 투 아'마 - 천후이-링
- 다크 레드 포레스트 - 진 후아칭

### 라이브 액션 단편영화상
- 좋은 날씨 - 장지텅 수상
- 더 폼 오브 파키스탄 - 라이언 찬 혼-얀
- 네코 엔드 플라이즈 - 차오 쉬 한
- 마이 시스터 - 판 케-인
- 올 더 크로우즈 인 더 월드 - 이 탕

### 단편 애니메이션상
- 더 매지컬 트레이싱 - 우 드-춘 수상
- 버터플라이 잼 - 황 쉬옌
- 뎁스 오브 나이트 - 스텝 씨.
- 물 속의 소녀 - 황스로우
- 패디 - 주 하오란

### 단편 다큐멘터리상
- 인 데어 틴즈 - 린 유-엔 수상
- 낫씽 인 더 크라이스 오브 시카다스 - 치앙 위-량
- 더 캐치 - 수 체-치아
- 더 나이트 - 차이밍량
- 닝 - 첸 웨이-치에

### 감독상
- 드리프팅 페탈 - 나탁요 수상
- 영혼 사냥 - 웨이-하오 청
- 폭포 - 청몽홍
- 드리프팅 - 준리
- 테러라이저스 - 호위딩

### 남우주연상
- 영혼 사냥 - 장첸 수상
- 가토: 더 라스트 스트레이 - 렉슨 쳉
- 맨 인 러브 - 구택
- 드리프팅 - 오진우
- 머니보이스 - Kai KO

### 여우주연상
- 폭포 - 가정문 수상
- 옌 씨의 수행 - 진상기
- 폭포 - 왕정
- 아메리칸 걸 - 임가흔
- 아메리칸 걸 - Caitlin FANG

### 남우조연상
- 속거나 속이거나 - 유관정 수상
- 가토: 더 라스트 스트레이 - 용초화
- 드리프팅 - 사호관
- 드리프팅 - Will OR
- 만년이 지나도 변하지 않는 게 있어 - 마지상

### 여우조연상
- 가댐드 아수라 - WANG Yu-xuan 수상
- 맨 인 러브 - CHUNG Hsin-ling
- 드리프팅 - 이려진
- 테러라이저스 - 진정니
- 리브 미 어론 - 첸-링 원

### 신인감독상
- 아메리칸 걸 - 펑아이 피오나 론 수상
- 속거나 속이거나 - 쉬푸샹
- 맨 인 러브 - 은진호
- 메이 유 스테이 포에버 영 - 렉스 렌 외 1명
- 머니보이스 - 씨.비 이

### 신인배우상
- 아메리칸 걸 - Caitlin FANG 수상
- 아이 미스드 유 - Eve AI
- 레이디오 - LIN Ju
- 테러라이저스 - Moon LEE
- 가댐드 아수라 - Devin PAN

### 각본상
- 폭포 - 청몽홍 외 1명 수상
- 에코 - 코 수-친
- 아메리칸 걸 - 펑아이 피오나 론 외 1명
- 가댐드 아수라 - 루 이안 외 1명
- 코핀 홈스 - 프룻 첸 외 1명

### 각색상
- 드리프팅 - 준리 수상
- 영혼 사냥 - 웨이-하오 청 외 2명
- 속거나 속이거나 - 쉬푸샹 외 2명
- 옌 씨의 수행 - 치엔시앙
- 만년이 지나도 변하지 않는 게 있어 - 구파도

### 촬영상
- 아메리칸 걸 - Giorgos VALSAMIS 수상
- 영혼 사냥 - Kartik VIJAY
- 폭포 - 청몽홍
- 드리프팅 - 륭밍카이
- 만년이 지나도 변하지 않는 게 있어 - 주의현

### 편집상
- 영혼 사냥 - 명-주 시 수상
- 폭포 - LAI Hsiu-hsiung
- 드리프팅 - Heiward MAK 외 1명
- 메이 유 스테이 포에버 영 - L2, Rex REN
- 테러라이저스 - LEE Huey 외 1명

### 미술상
- 영혼 사냥 - HUANG Mei-ching 외 2명 수상
- 속거나 속이거나 - HSIAO Jen-chieh
- 폭포 - 조사호
- 만년이 지나도 변하지 않는 게 있어 - 왕 치 쳉
- 리브 미 어론 - 진백임

### 액션감독상
- 스피드 : 레이스 1 - CHAN Man-fai 외 2명 수상
- 영혼 사냥 - HUNG Shih-hao
- 속거나 속이거나 - HUNG Shih-hao
- 만년이 지나도 변하지 않는 게 있어 - Gino YANG
- 코핀 홈스 - 황위량

### 영화음악상
- 폭포 - 루밍 루 수상
- 리슨 비포 유 싱 - George CHEN 외 1명
- 아이 미스드 유 - LEE Ying-hung
- 드리프팅 - WONG Hin-yan
- 만년이 지나도 변하지 않는 게 있어 - 후지견

### 주제가상
- 아이 미스드 유 - EVE AI 수상
- 맨 인 러브 - NG Ki-pin 외 1명
- 드리프팅 - WONG Hin-yan
- 만년이 지나도 변하지 않는 게 있어 - 구파도 외 2명
- 코핀 홈스 - Jan Curious

### 분장/의상디자인상
- 만년이 지나도 변하지 않는 게 있어 - Singing LIN 외 2명 수상
- 영혼 사냥 - Jewel YEH 외 2명
- 속거나 속이거나 - SUNG Kuan-yi
- 폭포 - HSU Li-wen
- 드리프팅 - Albert POON Yick-sum

### 시각효과상
- 만년이 지나도 변하지 않는 게 있어 - ArChin YEN 수상
- 영혼 사냥 - Tomi KUO 외 2명
- 속거나 속이거나 - Tomi KUO
- 폭포 - Aben LEE 외 2명
- Plurality - HSU Kuo-chou 외 1명

### 음향효과상
- 만년이 지나도 변하지 않는 게 있어 - R.T KAO 외 1명 수상
- 영혼 사냥 - Book CHIEN 외 2명
- 속거나 속이거나 - TANG Hsiang-chu 외 1명
- 스피드 : 레이스 1 - Boom SUVAGONDHA 외 2명
- 테러라이저스 - TU Duu-chih 외 2명

### 국제비평가협회상
- 아메리칸 걸 - 펑아이 피오나 론 수상

### 관객상
- 아메리칸 걸 - 펑아이 피오나 론 수상

### 영화제작자상
- 프랭크 W 첸 수상

### 평생공로상
LIN Tsan-ting 수상
- 구양준 수상